# 英國童軍總會
英國童軍總會（英語：The Scout Association，直譯為童軍總會），是由世界童軍運動組織承認的英國童軍組織。童軍運動是在1907年的時候，受到羅伯特·貝登堡的影響而起步。由於童軍運動的快速發展，以及希望消除童軍相關雜誌出版商的控制力道，英國童軍總會（The Boy Scout Association）在英國國會的特許同意下，於1910年正式成立；1967年正式改為現名（The Scout Association）。
英國童軍總會的設定目標是「促進青少年在體格、智識、公眾表現和精神上的潛能得到完整的發展」，並且創造出「負責任的公民」。2007年，英國童軍總會提供一個計畫給予6歲至26歲的青少年及兒童，幫助他們實現這個目標。最近一次普查顯示，英國童軍總會共有超過37萬的童軍成員。由於這些努力，英國童軍總會成為國家志工青年服務委員會的一員。
1976年，女童軍第1次被允許加入冒險童軍，1991年各團可自行決定在各年齡階段的性別屬性；2007年，所有在英國的童軍團必須接受男女童軍，但允許以宗教為理由限制性別的狀況。